# Working Man's Dick
Working Man's Dick è il 2º album in studio long playing del gruppo Supreme Dicks, pubblicato in formato vinile e CD negli Stati Uniti nel 1994 dalla Freek Records.

## Tracce
Testi di Supreme Dicks.
1. Ranada's Demon – 3:06
2. The Language You Learnt – 3:31
3. All That Returns – 3:25
4. In the Whippoorwill's Sad Orchard (nuova versione di "Jack Smith") – 2:52
5. Blue Elephant – 3:08
6. The Pear Thripe – 5:55
7. Flaming Day of the Locusts – 5:33
8. Andy Herman Song – 3:42
9. For Now – 2:13
10. Descension Song – 5:18
11. The Pusher – 1:26
12. Hyacinth Girls – 2:30
13. Arise! Life Giving Seagull – 1:38
14. Talking Mody Dick Blues – 3:35
15. Sround-Like Remains – 2:57
16. The Baal Shem – 4:18
17. The Searcher – 2:28
18. Night at the Opera – 0:52
19. Chateaux Banana! (parts XIII-XVI) – 6:54
20. Viva la Speedy Orgone – 1:45

Durata totale: 67:06

## Formazione
- Mark Hanson – basso, batteria, voce
- Daniel Oxenberg – chitarra, voce
- Steven Shavel – chitarra, voce
- Jon Shere – chitarra, voce
- Jim Spring – chitarra